# Natura 2000
Natura 2000 és una xarxa europea d'espais naturals l'objectiu de la qual és fer compatible la protecció de les espècies i els hàbitats naturals i seminaturals amb l'activitat humana que s'hi desenvolupa, i és la iniciativa política europea més important de conservació de la natura. D'aquesta manera, la Unió Europea ha establert un marc legal que garanteix la protecció del patrimoni natural i, a més, s'ha compromès a salvaguardar-lo mitjançant la integració a Natura 2000 d'una mostra significativa dels hàbitats i les espècies que millor el representen.

## Història

### Marc Europeu
El Consell de les Comunitats Europees va aprovar l'any 1992 la Directiva 92/43/CEE, de 21 de maig, relativa a la conservació dels hàbitats naturals i de la fauna i la flora silvestres, coneguda també com a Directiva hàbitats. Aquesta Directiva amplià els objectius i l'abast de la Directiva 79/409/CEE, relativa a la conservació de les aus silvestres. Ambdues, són els dos principals instruments de la Unió Europea (UE) per a la conservació dels hàbitats, les espècies i, en definitiva, del seu patrimoni natural. Així mateix, són el marc legal per a la creació de la xarxa Natura 2000, una xarxa d'espais naturals protegits d'abast europeu orientada a la conservació dels hàbitats i les espècies de les quals Europa té un pes important en la seva preservació a nivell planetari.

### Legislació espanyola

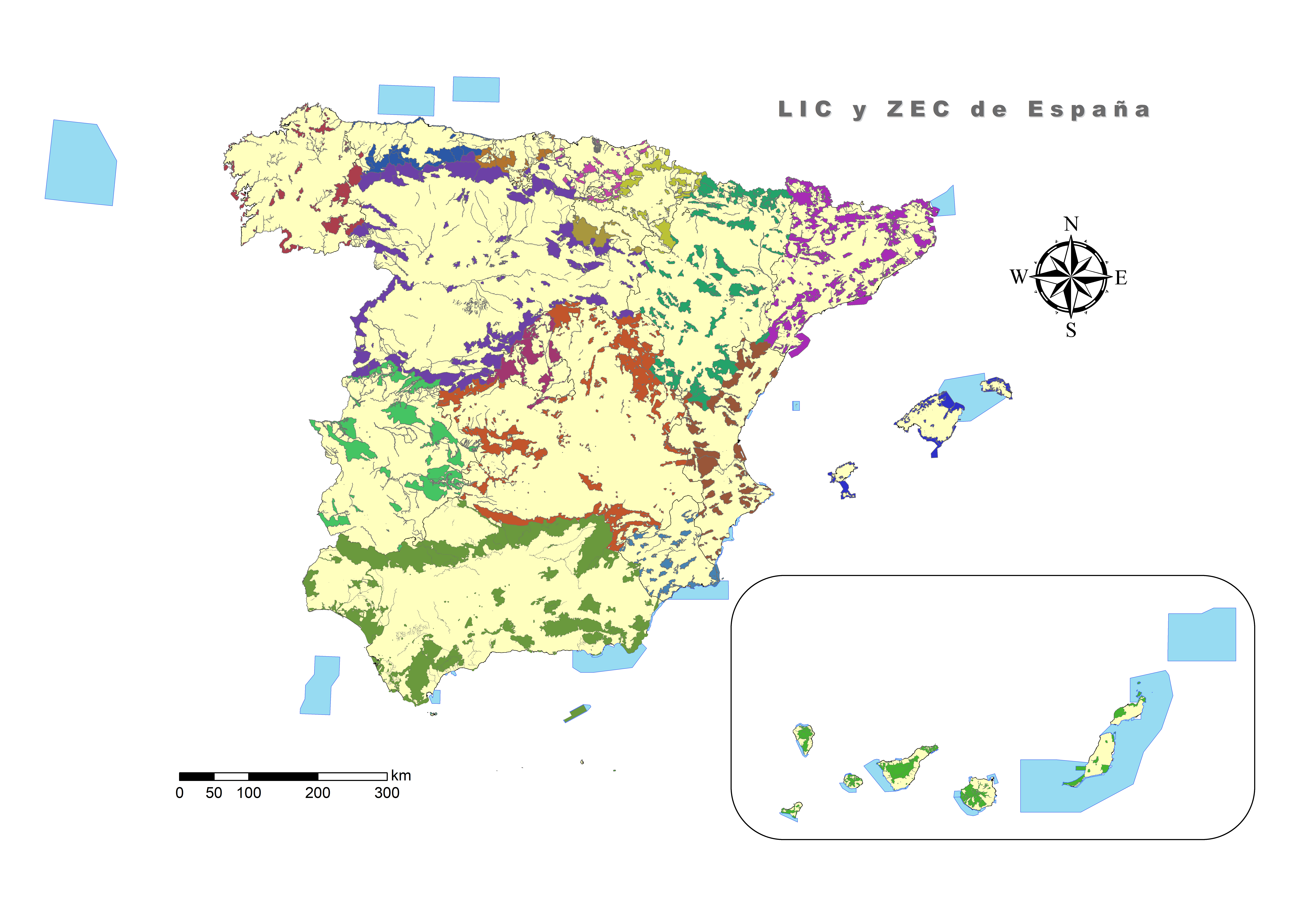
ZEC d'Espanya

En la legislació de l'Estat espanyol, la transposició de la Directiva Hàbitats es va materialitzar, en un primer moment, en el Reial Decret 1997/1995, de 7 de desembre, pel qual s'estableixen mesures per contribuir a garantir la biodiversitat mitjançant la conservació dels hàbitats naturals i de la fauna i flora silvestres. Segons aquest Reial Decret - modificat posteriorment pel Reial decret 1193/1998 - són les Comunitats Autònomes les competents en el desplegament de la xarxa Natura 2000 a tot l'Estat. Més recentment, la Llei estatal 42/2007, del patrimoni natural y de la biodiversitat, que deroga els annexos d'aquests instruments de transposició de la Directiva, regula els procediments de designació dels espais de la xarxa Natura 2000 així com tota la resta d'aspectes derivats de la Directiva 92/43/CEE, referents a la xarxa Natura 2000. En el cas de Catalunya, la Llei 12/2006, que modifica la Llei 12/1985, d'espais naturals, determina que tots els espais de la xarxa Natura 2000 (ZEC i ZEPA) s'inclouen automàticament al PEIN en el moment de la seva declaració.

### A Catalunya
El 5 de setembre de 2006, el Govern de Catalunya va aprovar la proposta catalana de Natura 2000. Aquesta aprovació implica la designació de noves zones d'especial protecció per a les aus (ZEPA) i la proposta de nous llocs d'importància comunitària (LIC), però també recull les ZEPA designades i els LIC aprovats amb anterioritat. Posteriorment, la xarxa Natura 2000 ha estat modificada per diversos Acords de Govern.

## Característiques
Està formada per dos tipus d'espais:
- Les ZEC, o zones especials de conservació, i
- Les ZEPA, o zones d'especial protecció per a les aus.

## A Catalunya
Actualment a Catalunya existeixen 115 espais que estan declarats com a Llocs d'Importància Comunitària (LIC) i 73 com a Zones d'Especial Protecció per a les Aus (ZEPA). D'entre els primers, 29 d'ells ja han estat declarats com a Zones Especials de Conservació (ZEC) culminant, així el procediment de desplegament de la xarxa Natura 2000 al país. A Catalunya, aquests espais es protegeixen mitjançant la seva inclusió automàtica al Pla d'Espais d'Interès Natural (PEIN).
Els espais que en formen part a Catalunya ocupen més d'1.040.155 hectàrees, de les quals 957.051 són terrestres (un 29,8% del territori català) i 83.104 marines. Aquests espais es caracteritzen per incloure hàbitats d'interès comunitari, ser zones d'interès per a les espècies d'interès comunitari o per a les aus.